# Copidosoma intermedium
Copidosoma intermedium är en stekelart som beskrevs av Howard 1885. Copidosoma intermedium ingår i släktet Copidosoma och familjen sköldlussteklar. Inga underarter finns listade i Catalogue of Life.